# Сююрю-Кая (гора в районі Великого каньйону Криму)
Сююрю-Кая (крим. Süyrü Qaya, «Гостра скеля») або Цукрова голівка — гора висотою 820 м на маршруті: село Соколине — Великий каньйон Криму. Розташована навпроти входу у Великий каньйон Криму за 3,5 км на південь від села Соколиного (Бахчисарайський район)
Гора Сююрю-Кая — вапняковий масив, який відділився од основного пасма Кримський гір і сповз у Коккозську долину. Сююрю-Кая нагадує орла, що злітає.

## Галерея
| Сююрю-Кая | Ліворуч Седам-Кая (вище) і Сююрю-Кая (нижче), праворуч — відроги Бойкинського масиву. |